# MLW World Heavyweight Championship
El MLW World Heavyweight Championship (Campeonato Mundial Peso Pesado de la MLW, en español), es un campeonato mundial de lucha libre profesional creado y utilizado por la compañía estadounidense Major League Wrestling.  El campeonato se estableció el 7 de abril de 2002 durante las grabaciones de Underground TV y estuvo activo hasta el 10 de febrero de 2004 después de que la promoción dejó de ser sede de eventos. El campeón actual es Matt Riddle, quien se encuentra en su primer reinado.
Después de su resurrección en 2018, Shane Strickland derrotó a Matt Riddle en las finales del campeonato del mundo de un torneo de eliminación única de ocho hombres para ganar el campeonato vacante. Como todos los campeonatos de lucha profesional, el título se gana a través del resultado de un resultado predeterminado.

## Historia
El título se dio a conocer durante las grabaciones de Underground TV el 7 de abril de 2002 y Major League Wrestling comenzó un torneo de eliminación única de ocho hombres para coronar al primer campeón. Jerry Lynn, Shane Douglas, Vampiro y Taiyo Kea avanzaron a las semifinales en MLW Genesis el 15 de junio. Douglas derrotaría a Lynn para avanzar a las finales y haría que el partido entre Vampiro y Kea fuera declarado un no hay competencia y ambos luchadores avanzan a la final haciendo un combate a tres bandas. Douglas derrotaría a Kea y Vampiro para convertirse en el primer campeón. Más tarde, Douglas intentó perder el título, como lo hizo con el Campeonato Mundial Peso Pesado de la NWA que rechazó, pero el árbitro John Finnegan amenazó que si no defendía el título sería expulsado De la lucha libre en Filadelfia. Después de un descanso de tres meses, desde la pausa desde julio de 2002, Satoshi Kojima derrotaría a Jerry Lynn en la ciudad de Nueva York, Nueva York en MLW Reload el 26 de septiembre. Kojima traería el título a Japón y defendió el título en su promoción local All Japan Pro Wrestling y las defensas de título aparecieron en las grabaciones de Underground TV.
El 20 de junio de 2003, en el infierno híbrido de MLW, Kojima perdería el título ante Mike Awesome, quien después de él perdió el título ante Steve Corino, en el cual Awesome le había prometido la oportunidad de pelear por el título antes de su victoria siempre que Corino quería. Corino sería reconocido como campeón hasta que la promoción se cerrara el 10 de febrero de 2004.
Después de que se revivió la promoción en julio de 2017, MLW anunció en enero de 2018, el MLW: Road to the World Championship, un ocho hombres. Torneo de eliminación única para coronar a un nuevo campeón. Durante el torneo, ACH reemplazaría a Tom Lawlor en las semifinales luego de sufrir una lesión. El 12 de abril, Shane Strickland derrotaría a Matt Riddle en las Finales del Campeonato Mundial.

### Torneo por el título
|  | Cuartos de final | Cuartos de final    | Cuartos de final |           |           | Semifinales | Semifinales   | Semifinales |  |  | Final | Final | Final |  |
|  |                  |                     |                  |           |           |             |               |             |  |  |       |       |       |  |
|  |                  |                     |                  |           |           |             |               |             |  |  |       |       |       |  |
|  | 1                | Jerry Lynn          |                  |           |           |             |               |             |  |  |       |       |       |  |
|  | 1                | Jerry Lynn          |                  |           |           |             |               |             |  |  |       |       |       |  |
|  | 8                | La Parka            |                  |           |           |             |               |             |  |  |       |       |       |  |
|  | 8                | La Parka            | Jerry Lynn       |           |           |             |               |             |  |  |       |       |       |  |
|  |                  |                     |                  |           |           |             |               |             |  |  |       |       |       |  |
|  |                  |                     | Shane Douglas    |           |           |             |               |             |  |  |       |       |       |  |
|  | 5                | Shane Douglas       |                  |           |           |             |               |             |  |  |       |       |       |  |
|  | 5                | Shane Douglas       |                  |           |           |             |               |             |  |  |       |       |       |  |
|  | 4                | Steve Corino        |                  |           |           |             |               |             |  |  |       |       |       |  |
|  | 4                | Steve Corino        |                  |           |           |             | Shane Douglas |             |  |  |       |       |       |  |
|  |                  |                     |                  |           |           |             |               |             |  |  |       |       |       |  |
|  |                  |                     | Taiyo KeaVampiro |           |           |             |               |             |  |  |       |       |       |  |
|  | 3                | Taiyo Kea           |                  |           |           |             |               |             |  |  |       |       |       |  |
|  | 3                | Taiyo Kea           |                  |           |           |             |               |             |  |  |       |       |       |  |
|  | 6                | The Wall            |                  |           |           |             |               |             |  |  |       |       |       |  |
|  | 6                | The Wall            |                  | Taiyo Kea | Taiyo Kea | Bye         |               |             |  |  |       |       |       |  |
|  |                  |                     |                  | Taiyo Kea | Taiyo Kea | Bye         |               |             |  |  |       |       |       |  |
|  |                  |                     | Vampiro          | Vampiro   | Bye       |             |               |             |  |  |       |       |       |  |
|  | 7                | Vampiro             | Vampiro          | Vampiro   | Bye       |             |               |             |  |  |       |       |       |  |
|  | 7                | Vampiro             |                  |           |           |             |               |             |  |  |       |       |       |  |
|  | 2                | Christopher Daniels |                  |           |           |             |               |             |  |  |       |       |       |  |
|  | 2                | Christopher Daniels |                  |           |           |             |               |             |  |  |       |       |       |  |
|  |                  |                     |                  |           |           |             |               |             |  |  |       |       |       |  |

## Campeones
El Campeonato Mundial Peso Pesado de la MLW es el campeonato máximo de la empresa, creado en 2002. El campeón inaugural es Shane Douglas, quien derrotó a Vampiro y Taiyo Kea en la final de un torneo en Genesis el 15 de junio de 2002. Desde esto, ha habido 8 distintos campeones oficiales, repartidos en 8 reinados en total. Satoshi Kojima y Steve Corino son los dos luchadores no estadounidenses que han ostentado el título.
El reinado más largo en la historia del título le pertenece a Jacob Fatu, quien mantuvo el campeonato por 819 días en su primer reinado. Por otro lado, Mike Awesome posee el reinado más corto en la historia del campeonato, en menos de un día con el título en su haber.
En cuanto a los días en total como campeón (un acumulado entre la suma de todos los días de los reinados individuales de cada luchador), Jacob Fatu también posee el primer lugar, con 819 días como campeón en su único reinado. Le siguen Satoshi Kojima (267 días como campeón en su único reinado), Steve Corino (235 días en su único reinado), Low Ki (205 días en su único reinado), Tom Lawlor (154 días en su único reinado), y Shane Strickland (91 días en su único reinado).
Por último, el campeón más joven en la historia es Steve Corino, quien a los 26 años y 156 días derrotó a Mike Awesome en Hybrid Hell. En contraparte, el campeón más viejo es Mike Awesome, quien a los 42 años y 350 días derrotó a Satoshi Kojima en Hybrid Hell. En cuanto al peso de los campeones, Mike Awesome es el más pesado con 132 kilogramos, mientras que Shane Strickland es el más liviano con 87 kilogramos.

### Campeón actual
El actual campeón es Matt Riddle, quien se encuentra en su primer reinado como campeón. Riddle ganó el campeonato luego de derrotar al excampeón Satoshi Kojima el 11 de enero de 2025 en King of Colesseum.
Riddle registra hasta el 17 de agosto de 2025 las defensas televisadas:
1. vs. ?

### Lista de campeones
| N.º | Campeón               | Lucha                    | Lucha                         | Lucha                       | Estadísticas | Estadísticas | Notas y referencias |
| N.º | Campeón               | Fecha                    | Evento                        | Ubicación                   | Reinado      | Días         | Notas y referencias |
| --- | --------------------- | ------------------------ | ----------------------------- | --------------------------- | ------------ | ------------ | --- |
| 1   | Shane Douglas         | 15 de junio de 2002      | Genesis                       | Nueva York, Nueva York      | 1            | 90           | Fue un Triple Threat match, el cual incluyó a Vampiro y Taiyo Kea en la final de un torneo. |
| —   | Vacante               | 13 de septiembre de 2002 | —                             | —                           | —            | —            | Debido a Douglas intentaba perder el título, pero el árbitro John Finnegan amenazó con que se le prohibiera luchar en Filadelfia si lo hacía.                                                                    |
| 2   | Satoshi Kojima        | 26 de septiembre de 2002 | Reload                        | Nueva York, Nueva York      | 1            | 267          | Derrotó a Jerry Lynn por el campeonato vacante. |
| 3   | Mike Awesome          | 20 de junio de 2003      | Hybrid Hell                   | Fort Lauderdale, Florida    | 1            | 0            | [ 6 ] |
| 4   | Steve Corino          | 20 de junio de 2003      | Hybrid Hell                   | Fort Lauderdale, Florida    | 1            | 235          | Corino desafió a Awesome a una lucha después de la victoria de Awesome sobre Kojima. Corino afirmó que Awesome le había prometido una oportunidad por el título antes de su victoria cada vez que Corino quería. |
| —   | Vacante               | 10 de febrero de 2004    | —                             | —                           | —            | —            | Debido a Corino ya no figuraba como Campeón Mundial de Peso Pesado de MLW después de que la compañía dejó de organizar eventos.                                                                                  |
| —   | Desactivado           | 10 de febrero de 2004    | —                             | —                           | —            | —            | MLW se declaró en quiebra el 10 de febrero de 2004. |
| 5   | Shane Strickland      | 12 de abril de 2018      | The World Championship Finals | Orlando, Florida            | 1            | 91           | Derrotó a Matt Riddle para revivir el campeonato. |
| 6   | Low Ki                | 12 de julio de 2018      | Fusion                        | Orlando, Florida            | 1            | 205          | Fue emitido el 20 de julio. |
| 7   | Tom Lawlor            | 2 de febrero de 2019     | Superfight                    | Filadelfia, Pensilvania     | 1            | 154          | [ 10 ] |
| 8   | Jacob Fatu            | 6 de julio de 2019       | Kings of Colosseum            | Cicero, Illinois            | 1            | 819          | Es el reinado más largo en la historia del campeonato. |
| 9   | Alexander Hammerstone | 2 de octubre de 2021     | Fightland                     | Filadelfia, Pensilvania     | 1            | 644          | Fue un Winner Takes All Match, donde el Campeonato Nacional Peso Abierto de la MLW de Hammerstone también estuvo en juego. Fue emitido el 7 de octubre.                                                          |
| 10  | Alex Kane             | 8 de julio de 2023       | Never Say Never               | Filadelfia, Pensilvania     | 1            | 210          | [ 13 ] |
| 11  | Satoshi Kojima        | 3 de febrero de 2024     | Superfight                    | Filadelfia, Pensilvania     | 2            | 343          | [ 14 ] |
| 12  | Matt Riddle           | 11 de enero de 2025      | Kings of Colosseum            | North Richland Hills, Texas | 1            | 218+         | |

### Total de días con el título

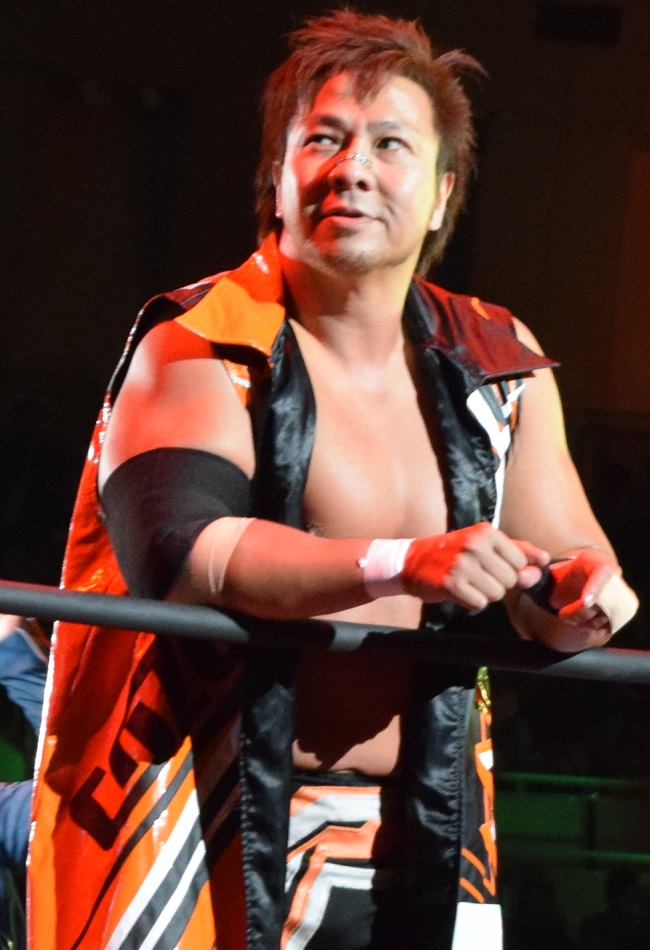
Satoshi Kojima, fue el primer luchador en poseer el reinado más largo de la historia.

Actualizado a la fecha del 17 de agosto de 2025.
| + | Indica al campeón actual |

| N.º | Campeón               | Reinados | Total de días |
| --- | --------------------- | -------- | ------------- |
| 1   | Jacob Fatu            | 1        | 819           |
| 2   | Alexander Hammerstone | 1        | 644           |
| 3   | Satoshi Kojima        | 2        | 610           |
| 4   | Steve Corino          | 1        | 235           |
| 5   | Matt Riddle           | 1        | 218+          |
| 6   | Alex Kane             | 1        | 210           |
| 7   | Low Ki                | 1        | 205           |
| 8   | Tom Lawlor            | 1        | 154           |
| 9   | Shane Strickland      | 1        | 91            |
| 10  | Shane Douglas         | 1        | 90            |
| 11  | Mike Awesome          | 1        | <1            |

### Mayor cantidad de reinados
| Reinados | Luchador (es)  |
| -------- | -------------- |
| 2 veces  | Satoshi Kojima |